# フリルフラマイド
フリルフラマイド（Furylfuramide）はかつて日本で使われていた食品添加物。通称AF2。上野製薬が製造していた。
安全性に問題があるとされ、1970年代前半にその使用が社会問題化したため、1974年に使用が禁止され、現在は使われていない。

## 概要
元々は主にボツリヌス菌に対する殺菌能力を持つ防腐剤として1965年に厚生省が認可。構造としてはフランにニトロ基を加えたニトロフラン誘導体。製造元の上野製薬では「トフロン」の商品名で豆腐用の防腐剤として販売していたほか、魚肉ソーセージ等の製造の際に添加物として利用されていた。
しかし1969年5月に、『アフタヌーンショー』（NETテレビ）において「トフロンが人体に有害である」として、公害問題評論家の郡司篤孝が金魚が泳ぐ水槽の中にトフロン（をアルコールに溶かしたもの）を投入し金魚が絶命する様子を見せたあたりから、徐々にその有毒性が問題視されるようになる（なおこの放送を巡っては、上野製薬が郡司を「でたらめな実験で誤った風説を流し業務を妨害した」として告訴したが、1974年に無罪判決が下っている。ただし、金魚が絶命したのはアルコールが原因であると認定されている）。実際に体重1kgに対し0.42グラムで致死量に達するという毒性の強さから、1970年には早くも国会でその利用が問題として取り上げられている。
そして1971年に、東京医科歯科大学教授の外村晶らのグループにより「AF2がヒトの染色体に異常を起こさせる」ことが発見される。さらに1973年には国立遺伝学研究所の田島弥太郎らのグループによっても「AF2がバクテリアの遺伝子に突然変異を起こさせる」ことが確認された。その後、AF2に発癌性があること、AF2が肝臓内でさらに毒性の強い別の物質に変化する可能性があることなども研究で明らかになった。これらの影響からAF2の使用が社会問題となり、当時日本水産などはいち早くAF2を使わない魚肉ソーセージの販売を開始するなどの動きを見せた。さらに、AF2を使用していた豆腐製造業者の間に皮膚炎や神経障害の症状が出たことも報告された。
最終的に1974年8月27日にAF2の食品添加物としての認可が取り消され、以後添加物としての使用は禁止された。また後に、そもそも厚生省が当初AF2を認可した際の根拠とした安全性試験のデータ（大阪大学医学部で行われたとされた）が、実は上野製薬側が行った実験のデータであったことも判明し、当初の認可過程自体に問題があったのではという批判も見られた。
ただ薬品関係の研究者からは「当時は研究者の変異原性試験の経験が浅く、陽性という試験結果だけが独り歩きしてしまった」「（発癌性試験の際の）投与量は当時としては極めて高い用量で、科学的根拠よりも行政的な目的をもった用量設定であった」として、AF2の危険性が過大評価されてしまっているという意見も出されている。2014年現在は「in vitro系では陽性だがin vivo系では陰性」（＝生体においてはほぼ毒性はない）という評価が研究者の間では広がっている。高感度のサルモネラ菌株を用いた変異原性試験である Ames test (in vitro) について強い陽性を示すのは、用いたバクテリアにあるニトロ還元酵素が原因であり（しかも当初の Ames test では陰性であったために、現在の菌株はAF2による変異原性を強く示すものが開発者 Ames によって選抜されたものなので、AF2が Ames test に強い陽性を示すのはその意味で当然である）、それがない哺乳類細胞での変異原性は弱く、リスクはないか、極めて低い、とされる。

## 参考資料
- 厚生白書（昭和50年版）第2編 - 第3章 - 第4節
- 昭和50年版 科学技術白書 > 第1部 第2章 第4節 1
- 二十世紀食品添加物史、社団法人日本食品衛生協会(2010)